# Olga Alexandrovna Iourievskaïa
Olga Alexandrovna Iourievskaïa, princesse Iourievskaïa, née en 1873 et morte en 1925 est la fille de l'empereur Alexandre II de Russie et de la princesse Ekaterina Iourievskaïa. 
En 1895, elle épousa le comte Georges de Nassau-Meremberg (1871-1948), officier dans un régiment des hussards allemands et petit-fils du poète Alexandre Pouchkine.
Les princes et les princesses Iouriev ne font pas partie de la famille impériale de Russie.

## Sources
- Alexandre II de Russie de Henri Troyat